# Emil Haecker
Emil Haecker, Emil Häcker właśc. Samuel Haecker ps. Tomasz Pokrzywa (ur. 15 sierpnia 1875 w Tarnowie, zm. 8 grudnia 1934 w Krakowie) – polski publicysta i dziennikarz, historyk socjalizmu oraz działacz polityczny pochodzenia austriackiego i żydowskiego. Redaktor naczelny krakowskiego pisma socjalistycznego „Naprzód” w latach 1895–1934. Okrzyknięty mianem architekta pierwszego polskiego dziennika socjalistycznego.

## Życiorys
Autor Historii socjalizmu w Galicji i na Śląsku Cieszyńskim 1846–1882, którą napisał rok przed śmiercią. Posiadał szerokie grono znajomych w światku dziennikarsko-poetyckim; utrzymywał bardzo dobry kontakt m.in. z Tadeuszem Boyem-Żeleńskim. Członek Polskiej Partii Socjalistyczno-Demokratycznej oraz dwukrotny poseł na sejm (1922 i 1928). Utrzymywał stosunki przyjacielskie z dwoma przeciwnikami politycznymi: Józefem Piłsudskim oraz Romanem Dmowskim, którzy zostali ojcami chrzestnymi obydwu córek Haeckera. W latach 1914–1915 Haecker służył w oddziale Legionów Polskich. 4 listopada 1914 roku został dowódcą 3. kompanii baonu uzupełniającego 1. Pułku Piechoty Legionów, na różnych stanowiskach dowódczych w 2. Pułku Piechoty Legionów w latach 1915–1916.
Postać Haeckera pojawia się podczas politycznego procesu przywódców Centrolewu (tzw. procesu brzeskiego). Oskarżony został przez Władysława Dziadosza (dyrektora Biura Sejmu w Warszawie, byłego naczelnika Wydziału Bezpieczeństwa w Urzędzie Wojewódzkim w Krakowie) o przekazywanie informacji poufnych o kulisach działalności PPS, w tym wiedzy o Mieczysławie Mastku, Adamie Ciołkoszu i Zygmuncie Żuławskim, w ramach rzekomych starań o stanowisko referenta prasowego w województwie. Emil Haecker zaprzeczył oskarżeniom i wsparł go w tym względzie Zygmunt Żuławski.
Zmarł w Krakowie, gdzie pochowany został w rodzinnym grobie na cmentarzu Rakowickim. Jedna z jego córek – Stanisława – wżeniła się w rodzinę Broniewskich herbu Tarnawa, stąd też na ich grobie rodzinnym znajdującym się na cmentarzu Salwatorskim można znaleźć krótkie epitafium poświęcone Emilowi Haeckerowi.

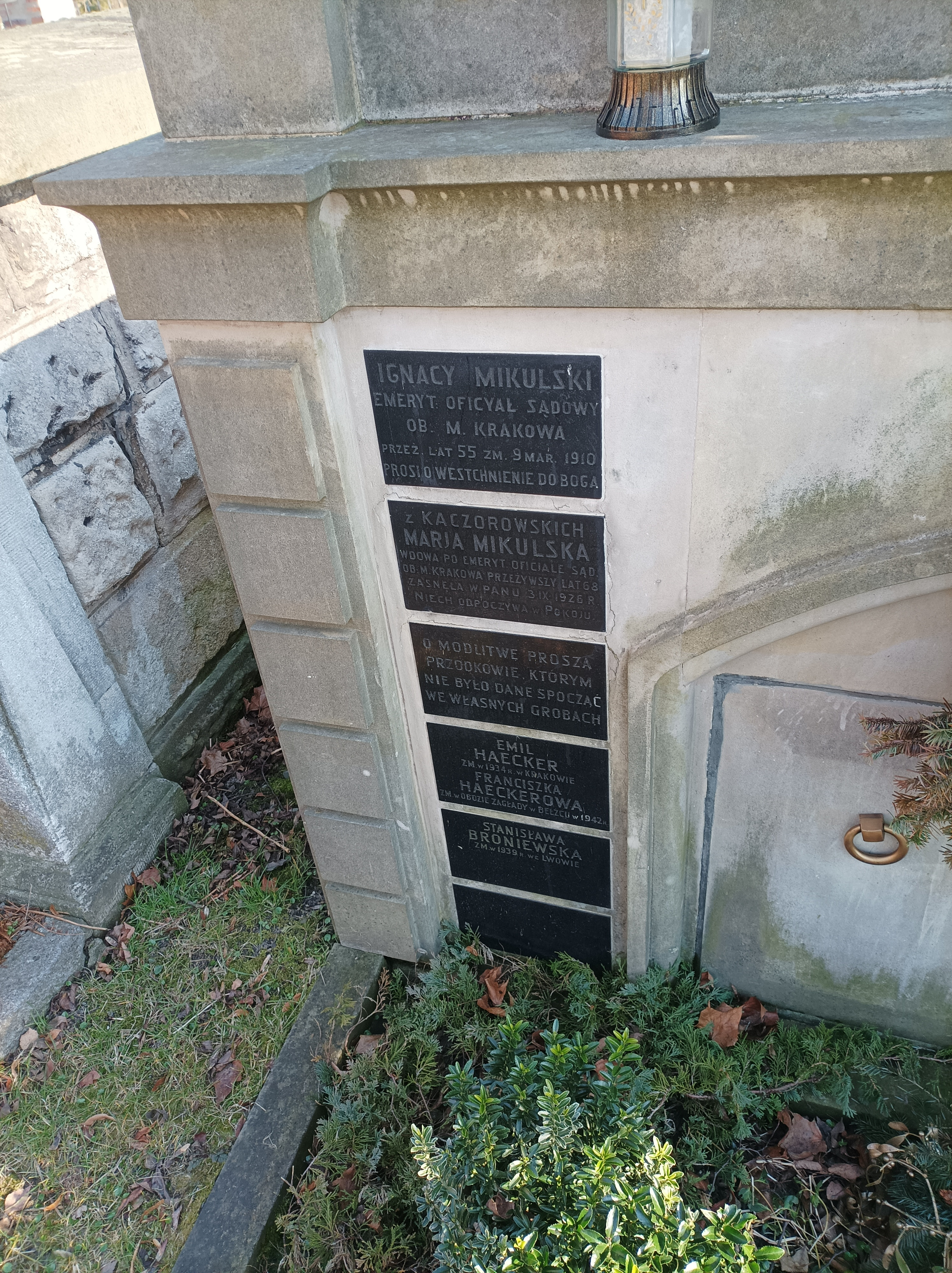
Epitafium Emila Haeckera na cmentarzu Salwatorskim